# Sursum corda
La locuzione Sursum corda (lett. "In alto i cuori") appartiene al rito della Messa in lingua latina secondo il rito romano della Chiesa cattolica. È pronunciata dal sacerdote celebrante all'inizio del Prefazio. Il sacerdote può accompagnare le parole con il gesto di alzare le mani. L'assemblea risponde Habemus ad Dominum, "Sono rivolti al Signore".
Appare in tutte le preghiere eucaristiche. Ippolito di Roma è il primo a testimoniare in maniera completa il dialogo che ancora oggi si realizza all'inizio del prefazio:
Dominus vobiscum - Et cum spiritu tuo

Sursum corda - Habemus ad Dominum

Gratias agamus Domino Deo nostro - Dignum et iustum est»
Le liturgie orientali hanno formulazioni più varie:
- Sursum mentem: Constitutiones Apostolicas VIII, 12,4: Funk, p. 497.
- Sursum mentem et corda: ad Antiochia: san Giovanni Crisostomo, Omelia 9 De poenitentia: PG 49,345.
- Sursum in excelsis sint cogitationes et mentes nostrae: Anaphora Cyrilli Hierosolimitani seu Alexandrini: Hänggi-Pahl, Prex Eucharistica, p. 285.
- Sursum sint mentes, intellectus et corda omnium nostrum: Anaphora Xyst ibid., p. 311.
- Sursum habete corda vestra cum timore divino: Anaph. Cyrilli Alex., ibidem, p. 337.
- Attollamus mentem et corda: a Gerusalemme: Eutymni testimonium: Bernard de Montfaucon, Analecta Graeca, p. 62.
- Attollite corda vestra: nella chiesa etiopica: Anaphora PP. nostrorum Apostolorum: Hänggi-Pahl, Prex Eucharistica, p. 114.
- Sursum corda habeamus: Anaphora 1o. Chr., ibidem, p. 225.

## Estensione del significato
L'espressione è usata nel linguaggio abituale come una forma di incoraggiamento, come a dire "Su col morale".